# Herb gminy Krzemieniewo
Herb gminy Krzemieniewo – jeden z symboli gminy Krzemieniewo, ustanowiony 25 czerwca 1997.

## Wygląd i symbolika
Herb przedstawia na tarczy dwudzielnej w słup w polu prawym czerwonym złoty kłos pszenicy z dwoma liśćmi złotymi z każdego boku, pole lewe w szachownicę czerwono-złotą. Kłos złoty symbolizuje rolniczy charakter gminy a także obfitość, płodność i urodzaj. Szachownica czerwono-złota pochodzi z herbu rodu Wyskotów - dawnych właścicieli Krzemieniewa i okolicznych wsi.